# 成之凡

成之凡（1924年—2021年2月1日），祖籍湖南省湘乡市苏坡乡普利堂，出生在北平，法国华人音乐家、国画家、文物收藏家、哲学家、社会活动家，毕业于上海音乐专科学校，曾三度宣布竞选法国总统[[Category:]]，但因未能获得法国500名议员和地方民选代表的联署签名认可，无法参加。
成之凡曾在巴黎多次举办个人画展，其作品收入巴黎东方博物馆、法国国家现代博物馆。

## 生平
1928年，成之凡出生在北京。成之凡的父亲成舍我是中华民国报人，母亲杨璠曾就读北平女子师范大学。
11岁时，成之凡考入上海音乐专科学校，毕业之后在上海音乐学院教书。
1951年5月，一名法国钢琴家到中华人民共和国访问，收她做徒弟，11月，将她带到法国巴黎。
1973年4月，成之凡以“巴黎欧洲音乐学院教授、法国神圣画沙龙理事、法国国家现代博物馆艺术委员会委员”的身份在巴黎建立“法国道教协会”，她担任主席。
1981年10月，成之凡开始竞选法国总统，她主张“一元二位制”，即法国应该一男一女分别担任总统，但是她的参选只到了准候选人的阶段。
1988年，成之凡再度竞选法国总统，提出“一元三位制”，即法国总统应该三人分担，得到了5位数的选票。同年，成之凡回到湘乡市家乡访问。法国内政部没有其参加总统选举的证明，1988年法国总统选举第5位为法国共产党参选人André Lajoinie。
1995年，成之凡第三次竞选法国总统，提出“天下为公”、“世界大同”（孙中山思想），但是仍然失败告终。法国内政部没有其参加总统选举的证明。

## 作品

### 音乐
- 《道之乐》（《道德经》为蓝本）

- 《庄子问剑》

## 家庭
成之凡的母亲名叫“杨璠”，父亲“成舍我”是中华民国著名报人，一生追随孙中山“三民主义”理想，后中国国民党统治的中国大陆沦陷，远走台湾，建立世界新聞職業學校（今世新大學）。
成之凡有一个妹妹成幼殊，是中华人民共和国外交官和诗人；同父异母的弟弟成思危，是中华人民共和国政治人物；妹妹們成嘉玲、成露茜。
1953年，成之凡和贝尔覃（Philipie Bertrand）在基督教教堂结婚，定居在巴黎近郊的Rambouillet市。1976年，深爱妻子并且热爱中国文化的Bertrand先生在自家花园中设计修建了壮丽的“挽云楼”，用以存放、展示妻子多年来收藏的中国艺术品、古代织绣和各类乐器。挽云楼是一座三层的重檐八角攒尖顶中式风格建筑，由于成之凡女士是道教信徒（法国道教协会即由她创立，并担任首届主席），挽云楼无论是整体建筑形式还是内部装饰细节都体现出道教的象征意义和符号美学。

## 奖项
- 1959年，巴黎艺术家银质奖章。